# Melanospora fimbriata
Melanospora fimbriata är en svampart som först beskrevs av Emil Rostrup, och fick sitt nu gällande namn av Petch 1938. Melanospora fimbriata ingår i släktet Melanospora och familjen Ceratostomataceae.   Inga underarter finns listade i Catalogue of Life.